# Richard Kummer
Richard Kummer (* 16. April 1884 in Bayreuth; † 4. März 1971 in Lindau (Bodensee)) war ein deutscher Verwaltungsjurist und Landrat.

## Leben
Nach dem Abitur am Bayreuther Gymnasium absolvierte Richard Kummer in den Jahren 1903/1904 ein Studium der Philosophie an der Ludwig-Maximilians-Universität München (dort Mitglied in der Studentenverbindung Corps Cisaria) und in den Jahren von 1904 bis 1908 ein Studium der Rechtswissenschaften an der Universität München, der Julius-Maximilians-Universität Würzburg und der Friedrich-Alexander-Universität Erlangen-Nürnberg. Seinen Militärdienst leistete er als Einjährig-Freiwilliger und legte nach dem dreijährigen Vorbereitungsdienst (Referendariat) im Jahre 1912 das Große juristische Staatsexamen ab. Er musste Kriegsdienst leisten, wurde verwundet und zur Dienstleistung bei der Regierung von Oberfranken beurlaubt, wo er zunächst Rechtspraktikant und später Akzessist war, bevor er Assessor bei den Bezirksämtern Pirmasens, Beilngries und Sonthofen wurde.  Zum Jahresbeginn 1928 wurden ihm Rang und Titel eines Regierungsrats verliehen. Vom 16. November 1933 bis zum 30. September 1935 bekleidete er das Amt des Bezirksamtsvorstands in Ebersberg und wechselte  zum 1. Oktober 1935 in gleicher Position zum Bezirksamt Lindau am Bodensee, wo er von 1939 an Landrat war.  Am 30. Juli 1939 zum Oberregierungsrat ernannt, folgte im Mai 1938 die Abordnung zum Landeshauptmann im besetzten Niederösterreich und im Oktober als Chef der Zivilverwaltung bei der Heeresgruppe in Südmähren. Er musste Kriegsdienst leisten und war in der Militärverwaltung in den besetzten Ostgebieten eingesetzt. Nach der Entfernung aus seinen Ämtern wurde er bis Januar 1946 interniert. Im Entnazifizierungsverfahren  durch die Spruchkammer Lindau als Mitläufer eingestuft, konnte er zum 1. Mai 1949 wieder in den Dienst eingestellt werden, bei gleichzeitiger Versetzung in den Ruhestand.
Bis 1924 war Kummer Vorsitzender des Freikorps Bayern und Reich. Er trat zum 1. Mai 1933 in die NSDAP ein (Mitgliedsnummer 2.253.005) und war Kreisamtsleiter für Kommunalpolitik und Kreispresseamtsleiter.